# Javier Tomeo

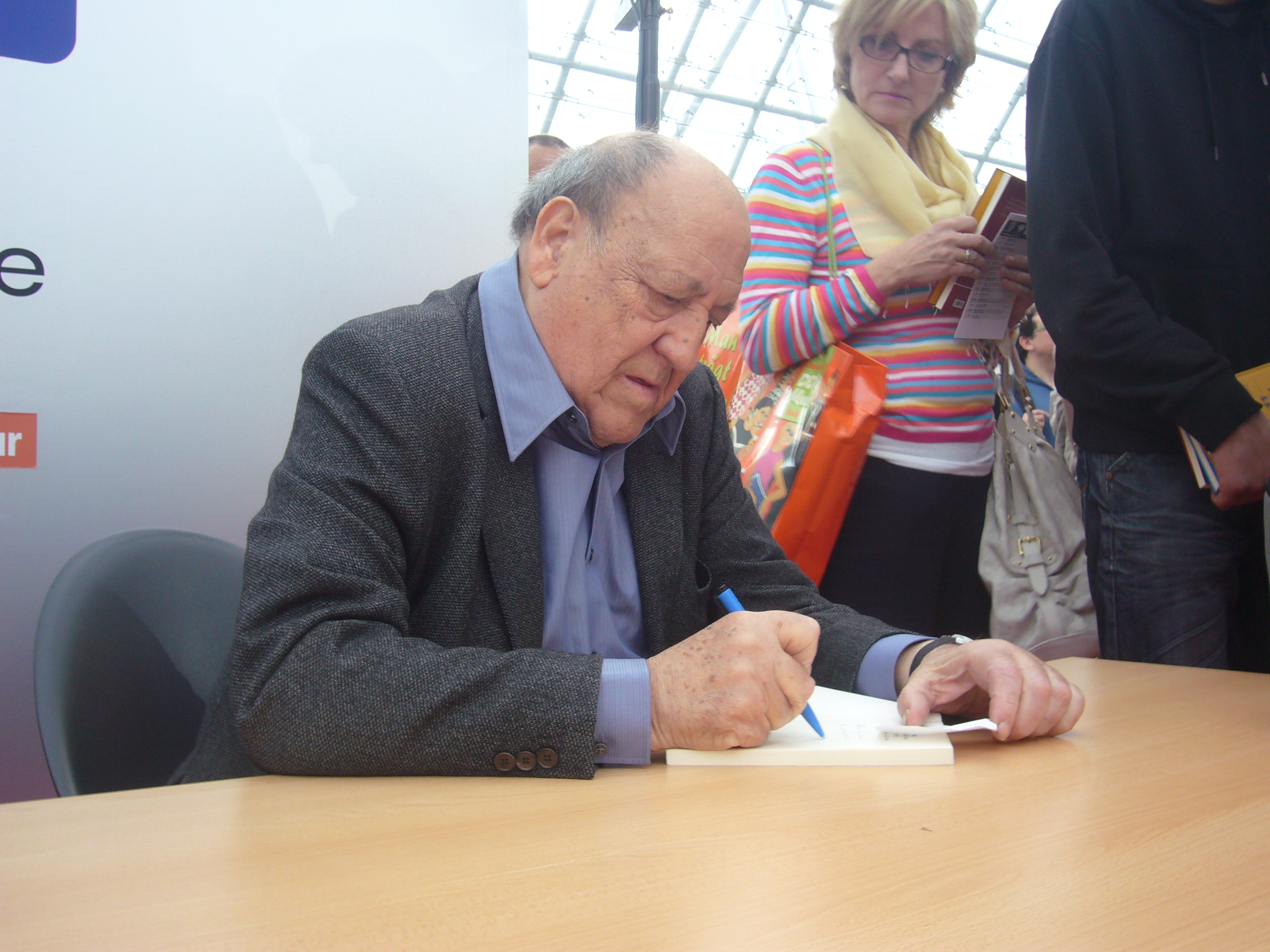
Javier Tomeo (2010)

Javier Tomeo Estallo (* 9. September 1932 in Quicena, Provinz Huesca; † 22. Juni 2013 in Barcelona) war ein spanischer Schriftsteller. Er gehört zu den meistübersetzten Gegenwartsautoren seines Landes.

## Werdegang
Tomeo schloss ein Studium in Jura und Kriminologie an der Universität Barcelona ab. Er arbeitete zunächst für einen internationalen Schreibmaschinenhersteller und schrieb seit den 1950er Jahren zuerst Unterhaltungsliteratur (u. a. Western und Horrorgeschichten) unter wechselnden Pseudonymen. 1962 publizierte er als „Frantz Keller“  eine Geschichte der Sklaverei (Historia de la esclavitud), 1963 gab er mit Juan María Estadella ein Werk über Hexerei und Aberglauben in Katalonien (La brujería y la superstición en Cataluña) heraus. Sein erster Roman  Der Jäger (El cazador) erschien 1967. Seit den 1970er Jahren wurde er auch in andere Sprachen übersetzt, und einige seiner Werke wurden auf die Bühne gebracht (so 1989 im Pariser Théâtre National de la Colline Monstre Aimé, 1993 im Kölner Schauspielhaus Der Marquis schreibt einen unerhörten Brief). Tomeo verfasste auch Artikel für Periodika wie für die Zeitung ABC. Sein größter Erfolg war der Roman Der Löwenjäger (El cazador de leones), 1987. In deutscher Sprache wurde zuletzt 2010 sein Roman Die Silikonliebhaber im Berliner Verlag Klaus Wagenbach veröffentlicht.
Tomeo gewann 1971 den Literaturpreis premio de novela corta Ciudad de Barbastro für Das Einhorn (El unicornio), 1994 erhielt er den Premio Aragón a las letras und die Goldmedaille der Stadt Saragossa. Die Bildungs- und Kulturministerin der Regionalregierung der Autonomen Gemeinschaft von Aragón nannte Tomeo einen der „erlauchtesten Vertreter“ der spanischen Literatur, der Präsident des Schriftstellerverbandes von Aragón, José Luis Corral, einen „Bezugspunkt der surrealistischen Literatur“.

## Werke
Aufgrund des surrealistischen und experimentellen Inhalts seiner rund dreißig Werke wurde Tomeo eine geistige Nähe zum Maler Francisco de Goya (1746–1828) und zum Filmemacher Luis Buñuel (1900–1983), beide ebenfalls aus Aragón, zugeschrieben. Prägende Einflüsse waren laut eigenen Angaben auch Franz Kafka und die Psychoanalyse. Zu den bewunderten zeitgenössischen Autoren zählte insbesondere Peter Handke. Daneben wurde er mit seinem nüchternen und minimalistischen Schreibstil, der in kurzen Sätzen Motive ständig wiederholt und steigert, mit dem österreichischen Autor Thomas Bernhard (1931–1989) verglichen. Ein Schwergewicht seines Schaffens liegt auf fabelähnlichen Kurzgeschichten.
In deutscher Übersetzung erschienen sind:
- El castillo de la carta cifrada (1979), dt. Der Marquis schreibt einen unerhörten Brief (1984, übers. von Elke Wehr)
- Amado monstruo (1984), dt. Mütter und Söhne. Roman über Monster (1986, übers. von Elke Wehr)
- El cazador de leones (1987), dt. Der Löwenjäger (1988, übers. von Elke Wehr)
- Historias mínimas (1988), dt. Der Mensch von innen und andere Katastrophen. In vier Abteilungen (1989, übers. von Elke Wehr)
- La ciudad de las palomas (1990), dt. Die Taubenstadt (1991)
- El discutido testamento de Gastón de Puyparlier (1990), dt. Das umstrittene Testament des Gaston de Puyparlier (1992)
- Zoopatías y zoofilias (1993), dt. Zoopathologie (1994)
- Diálogo en re mayor (1991), dt. Unterhaltung in D-Dur (1995)
- El crimen del cine Oriente (1995), dt. Das Verbrechen im Orientkino (2010)
- Hotel der verlorenen Schritte (2007, übers. von Heinrich von Berenberg)
- Los amantes de silicona (2008), dt. Die Silikonliebhaber (2010, übers. von Heinrich von Berenberg)

## Nachweise
1. ↑  Javier Tomeo - Verlag Klaus Wagenbach. Abgerufen am 25. Juli 2025.
2. ↑  Fokus: „Javier Tomeo ist tot“, abgerufen am 23. Juni 2013
3. ↑  Carles Geli: Muere Javier Tomeo, un monstruo literario. In: El País. 22. Juni 2013, ISSN 1134-6582 (elpais.com [abgerufen am 25. Juli 2025]).
4. ↑  Javier Tomeo: “Reacciones en cortocircuito”: Crítica a la obra de Peter Handke El miedo del portero al penalti. In: ABC Cultural (Cien libros del siglo), 24.4.1999.

| Personendaten    | Personendaten                              |
| ---------------- | ------------------------------------------ |
| NAME             | Tomeo, Javier                              |
| ALTERNATIVNAMEN  | Tomeo Estallo, Javier (vollständiger Name) |
| KURZBESCHREIBUNG | spanischer Schriftsteller                  |
| GEBURTSDATUM     | 9. September 1932                          |
| GEBURTSORT       | Quicena, Provinz Huesca                    |
| STERBEDATUM      | 22. Juni 2013                              |
| STERBEORT        | Barcelona                                  |